# Dzshánszí
Dzshánszí (angolul Jhansi, hindiül झाँसी) város Indiában, Uttar Prades államban. Lakosainak száma 507 000 fő volt 2011-ben. Közlekedési csomópont és kulturális központ.
Az 1857-es szipojlázadásról ismert.

## Látnivalók
A város fő látványossága az 1613-as építésű Sankar-erőd. Bástyáiról kitűnő kilátás nyílik a környékre.
Régészeti Múzeumában középkori hindu szobrok, királyi tárgyak és prehisztorikus eszközök vannak kiállítva.
A közeli Órcsha palotájával és síremlékeivel érdekes látnivalókat tartogat.